# آی‌ام‌تی
آی‌ام‌تی (صربی: Индустрија машина и трактора) شرکت ماشین‌آلات کشاورزی صربستانی است، که در سال ۱۹۹۶ تأسیس شد.